# Liberia na Letnich Igrzyskach Olimpijskich 1996
Liberię na Letnich Igrzyskach Olimpijskich 1996 reprezentowało 5 zawodników : 4 mężczyzn i 1 kobieta. Był to 7 start reprezentacji Liberii na letnich igrzyskach olimpijskich.

## Skład kadry

### Lekkoatletyka
Mężczyźni
- Robert Dennis - bieg na 100 m - odpadł w eliminacjach,
- Sayon Cooper - bieg na 100 m - odpadł w eliminacjach,
- Robert Dennis, Sayon Cooper, Kouty Mawenh, Eddie Neufville - sztafeta 4 x 100 m - odpadli w eliminacjach

Kobiety
- Grace Ann Dinkins - bieg na 400 m - odpadła w ćwierćfinale